# 恩斯特·鲁斯卡
恩斯特·奥古斯特·弗里德里希·鲁斯卡（德語：Ernst August Friedrich Ruska，1906年12月25日—1988年5月27日），德國物理学家，电子显微镜的发明者，1986年获诺贝尔物理学奖。

## 生平
恩斯特·鲁斯卡生於海德堡，是德国东方学家、科学历史学家和教育家尤利乌斯·鲁斯卡（Julius Ruska）的儿子，恩斯特·鲁斯卡的弟弟赫尔穆特·鲁斯卡（Helmut Ruska）是医生，也是电子显微镜的先驱之一。
鲁斯卡在海德堡读完中学后，1925年起在慕尼黑工业大学学习电子学，1927年转到柏林工业大学，1933年完成论文《关于电子显微镜的磁性镜头》（Über ein magnetisches Objektiv für das Elektronenmikroskop）并获得博士头衔。
由于电子显微镜的商业化开发不是大学研究所的任务，研究所的仪器也无法达到这个要求，鲁斯卡开始在电子光学的工业界寻求新的发展。他于1933年至1937年在柏林电视机股份公司（Berliner Fernseh AG）的研发部门工作，负责电视机接收发送管和带二级放大器的光电池的开发。在此期间，他同博多·冯·博里斯（Bodo von Borries）开始试探性地开发高分辨率的电子显微镜。1936年底1937年初，他们在西门子公司的电子显微镜工业研发工作实现了这一目标，在柏林设立了电子显微镜实验室，并于1939年研发出了第一台能够批量生产的“西门子-超显微镜”。
在研发“西门子-超显微镜”的同时，他和弟弟赫尔穆特·鲁斯卡及其同事开始了它的应用，尤其是在医学和生物学领域。为了使得它能够迅速地使用在各个领域，他们建议西门子公司建立一所电子显微镜研究所，1940年建成后直至1944年底，这个研究所共发表了约200篇不同专业领域的文章。
二战后，鲁斯卡为西门子公司重建了在柏林的电子光学实验室，使得1949年起重新开始生产电子显微镜，有超过1200家的各国研究所使用他们的产品。除此之外，鲁斯卡开始更多地在科学研究所工作，以加大对电子显微镜的物理学研究。1947年8月至1948年12月在德国科学学会医学和生物学研究所工作，1949年1月起接手马克斯·普朗克协会弗里茨·哈伯研究所（Fritz-Haber-Institut）的电子显微镜部门，直至1974年底退休，这个部门在1957年成为独立的电子显微镜研究所，并以鲁斯卡的名字命名，鲁斯卡也在此前的1955年辞去了西门子公司的工作。
1944年鲁斯卡在柏林工业大学获得大学任教资格，1949年成为柏林自由大学的教授，1959年起也在柏林工业大学任教，直至1971年，教授电子光学基础和电子显微镜技术，发表科学文章超过100篇。
1988年，恩斯特·鲁斯卡在柏林逝世，葬于其弟弟赫尔穆特·鲁斯卡在柏林的墓旁。

## 研究
鲁斯卡是电子显微镜技术的开拓者之一，1931年4月7日，他和马克斯·克诺尔（Max Knoll）成功用磁性镜头制成第一台二级电子光学放大镜，实现了电子显微镜的技术原理，基于磁场会因电子带电而偏移的现象，使得通过镜头的电子射线能够像光线一样被聚焦，当时被称为“超显微镜”。因为电子的波长远小于光线的波长，因此电子显微镜的分辨率明显优于光学显微镜。
鲁斯卡与工程师博多·冯·博里斯一起完善了他的电子显微镜发明，1938年至1939年起投入批量生产。

## 荣誉
鲁斯卡获得过众多的奖项，是多个科学学会的荣誉会员。
1970年被授予“保罗·埃尔利希和路德维希·达姆施泰特奖”（Paul-Ehrlich-und-Ludwig-Darmstaedter-Preis）。1986年与扫描隧道显微镜的发明者格尔德·宾宁和海因里希·罗雷尔一同获得了诺贝尔物理学奖。
2005年11月24日起，柏林工业大学物理研究所的一座以鲁斯卡的名字命名。